# Všechno, co se povznáší, se musí setkat
Všechno, co se povznáší, se musí setkat (v anglickém originále Everything That Rises Must Converge) je posmrtně vydaná sbírka povídek americké prozaičky Flannery O'Connorové. Sbírka vyšla v originále v roce 1965 a obsahuje celkem devět autorčiných kratších próz, které s výjimkou povídky Soudný den časopisecky vyšly v letech 1956-65. Povídka Soudný den je přepracovanou verzí dřívější povídky Pelargónie (The Geranium) z roku 1946.

## Obsah
Sbírka obsahuje tyto povídky:
- Všechno, co se povznáší, se musí setkat (Everything That Rises Must Converge)
- Greenleaf (Greenleaf)
- Vyhlídka na lesy (A View of the Woods)
- Vytrvalé mrazení (The Enduring Chill)
- Pohodlí domova (The Comforts of Home)
- Chromí vejdou jako první (The Lame Shall Enter First)
- Zjevení (Revelation)
- Parkerova záda (Parker's Back)
- Soudný den (Judgement Day)

## Česká vydání
- Dobrého člověka těžko najdeš a jiné povídky, Odeon, Praha 1988, přeložil František Vrba
  - Toto vydání obsahuje vybrané povídky z obou autorčiných sbírek
- Všechno, co se povznáší, se musí setkat, Argo, Praha 2013, přeložili Petr Onufer, Tomáš Vrba, František Vrba a Marcel Arbeit, ISBN 978-80-257-0869-9
  - První ucelené vydání sbírky v češtině, starší překlady pro toto vydání revidovány

## Recenze v českých médiích
- Vondřichová, Anna: Zrůdy Flannery O'Connorové nevraždí frajírky z města, Aktuálně.cz, 7.6.2013.
- Mandys, Pavel: Pohodlí domova jako poslední naděje, iLiteratura.cz, 25.8.2013.
- Ehrenberger, Jakub: Flannery O‘Connorová: Všechno, co se povznáší, se musí setkat, Literární.cz, 23.9.2013.